# Virginia Woolf
Virginia Woolf (nume original Adeline Virginia Stephen, n. 25 ianuarie 1882, Londra, Regatul Unit al Marii Britanii și Irlandei – d. 28 martie 1941, Lewes, Anglia, Regatul Unit) a fost o scriitoare engleză, eseistă, feministă, editoare și scriitoare de povești, cunoscută drept una dintre figurile moderniste literare de frunte ale secolului al XX-lea.
În perioada interbelică, Virginia Woolf a fost o personalitate marcantă în societatea literară din Londra și membru al Grupului Bloomsbury. Operele ei cele mai renumite includ Doamna Dalloway(1925), Spre far (1927), Orlando (1928) și eseul de dimensiunea unei cărți A Room of One's Own (1929), cu faimosul său dicton: „O femeie trebuie să dispună de bani și de o cameră separată, dacă vrea să scrie ficțiune”.

## Anii tinereții

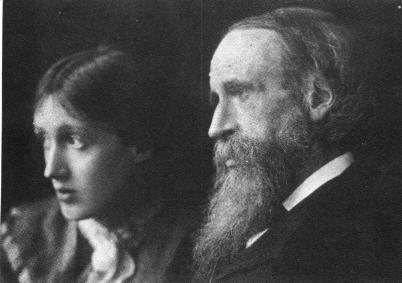
Woolf împreună cu tatăl său, Sir Leslie Stephen (1902)

Virginia Woolf s-a născut cu numele de Adeline Virginia Stephen în Londra în 1882. Mama ei, o femeie frumoasă și renumită, Julia Prinsep Stephen (1846-1895), se născuse în India în familia lui John și a lui Maria Pattle Jackson și mai târziu s-a mutat în Anglia cu mama ei, unde a fost model pentru pictorii prerafaeliți, ca de exemplu Edward Burne-Jones. Tatăl ei, Sir Leslie Stephen, era un autor remarcabil, critic și alpinist. Tînăra Virginia a fost educată de către părinți în familia unită de pe strada Hyde Park Gate, 22 din Kensington. Ambii părinți fuseseră căsătoriți și rămăseseră văduvi, în consecință familia includea copii din trei căsătorii. Julia a avut trei copii cu primul ei soț, Herbert Duckworth: George, Stelle și Gerald Duckworth. Tatăl ei fusese căsătorit cu Minny Thackeray, și avea o fiică: Laura Makepeace Stephen, care a fost diagnosticată ca având o boală mintală și care a trăit împreună cu familia ei pînă în momentul internării din 1891. Leslie și Julia au avut împreună patru copii: Vanessa (1879), Thoby (1880), Virginia (1882) și Adrian (1883).
Statutul domnului Leslie Stephen ca editor, critic și biograf, și legătura lui cu William Thackeray (el fiind văduv al fiicei celei mai mici a lui Thackeray), a constat în faptul că urmașii săi au fost crescuți într-o ambianță plină de influențele societății literare victoriene. Henry James, George Henry Lewes, Julia Margaret Cameron (mătușa Julei Stephen) și James Russel Lowell, care a fost nașul de onoare al Virginiei, erau printre vizitatorii casei. Descendentă a unui slujitor al Mariei Antoinette, Julia venea dintr-o familie de femei frumoase cu renume care și-au lăsat amprenta asupra societății victoriene ca modele pentru artiștii prerafaeliți și primii fotografi. În plus, aveau o imensă bibliotecă din casa lui Stephen, din care Virginia și Vanessa (spre deosebire de frații lor, care au fost trimiși la școală) au învățat despre clasici și literatura engleză.
În conformitate cu amintirile Virginiei Woolf, cele mai placide momente petrecute pe perioada copilariei sale, totuși nu au fost legate de Londra, ci de St. Ives din Cornwall, unde familia își petrecea fiecare vară până în 1895. Casa de vară a lui Stephen, Talland House, se deschidea spre golful din Portminister, și există și în prezent, deși puțin schimbată. Amintiri despre aceste vacanțe cu familia și priveliștile, în special cea a farului din Godrevy, au influențat ficțiunea lui Woolf de mai târziu, cel mai evident în Spre far.
Moartea bruscă a mamei în 1895, când Virginia avea 13 ani, și cea a surorii vitrege cu doi ani mai târziu, au dus la primele crize nervoase ale Virginiei. Moartea tatălui în 1904 a provocat cel mai serios colaps al ei, fiind după scurt timp internată.
Savanții moderni (inclusiv nepotul ei și biograful Quentin Bell) cred că crizele nervoase ulterioare perioadei depresive repetate au fost de asemenea influențate de abuzurile sexuale pe care Virginia și Vanessa le suferiseră din partea fraților vitregi George și Gerald Duckworth (despre care Virginia își amintește în eseurile sale autobiografice O schiță a trecutului și 22 Park Gate). Pe parcursul vieții, Woolf a fost bolnavă de schimbări bruște și periodice ale dispoziției și bolile care țin de astea. Deși această instabilitate a afectat deseori viața ei socială, activitatea ei literară a continuat cu mici pauze până la suicidul ei.

## Bloomsbury
După moartea tatălui lor și cea de-a doua criză nervoasă a Virginiei, Vanessa și Adrian au vândut casa din 22 Hyde Park Gate și au cumpărat o casă în Gordon Square, 46 din Bloomsbury.
După studii la King's College, Cambridge, și King's College Londra, Woolf a ajuns să-i cunoască pe Lytton Strachey, Clive Bell, Rubert Brooke, Saxon Sydney-Turner, Duncan Grant și Leonard Woolf, care împreună au format nucleul cercului intelectual cunoscut ca „Grupul Bloomsbury”. Câțiva dintre membrii grupului au dobândit proasta reputație în 1910 în înșelătoria de la Dreadnought la care Virginia a participat fiind deghizată ca bărbat de la curtea regală din Abisinia. Discursul său complex din 1940 privitor la înșelătorie a fost descoperit recent și publicat în memoriile colectate în ediția extinsă The Platform of Time (2008).
Virginia Stephen s-a căsătorit cu scriitorul Leonard Woolf în 1912. În ciuda statutului său material nesatisfăcător - Woolf numindu-l pe Leonard în timpul logodnei "evreul fără un bănuț" - cuplul a menținut o relație frumoasă. Într-adevăr, în 1937, Woolf scria în jurnalul său: "Amorul după 25 de ani nu suportă despărțirea... înțelegi, e o plăcere enormă să fii dorită ca soție. Și căsătoria noastră e atât de unitară". Cei doi au colaborat de asemenea pe plan profesional, în 1917 fondând Hogarth Press, care ulterior a tipărit romanele Virginiei împreună cu operele lui T.S. Eliot, Laurens van der Post, și alții. Etosul Grupului Bloomsbury nu încuraja tabu-urile sexuale, și în 1922, Virginia a întâlnit-o pe scriitoarea și grădinăreasa Vita Sackvile-West, soția lui Harold Nicolson. După un început nesigur, ele au avut o relație sexuală care a durat de-a lungul anilor 1920. În 1928, Woolf a prezentat-o pe Sackvile-West în Orlando, o fantastică biografie în care viața eponimă a eroinei cuprinde trei secole și ambele sexe. Aceasta a fost numită de Nigel Nicolson, fiul lui Vita Sackvile-West, "cea mai lungă și cea mai fascinantă scrisoare de dragoste în literatură". După ce relația lor s-a încheiat, cele două femei au rămas prietene până la moartea lui Woolf în 1941. Virginia Woolf s-a înțeles bine cu fratele ei Adrian și cu sora Vanessa; Thoby murise din cauza unei boli la vârsta de 26 de ani.

## Suicidul
După terminarea manuscrisului ultimului ei roman (publicat post-mortem) Between the Acts, Woolf a căzut victimă depresiei asemănătoare cu cea pe care o mai avusese. Începutul celui de-al Doilea Război Mondial, distrugerea casei ei din Londra în timpul atacului prin surprindere, și primirea rece a biografiei sale de către un prieten- Roger Fry, au agravat starea ei într-atât încât nu a mai putut să lucreze.
Pe data de 28 martie 1941, Woolf s-a sinucis. Ea și-a îmbrăcat paltonul, i-a umplut buzunarele cu pietre și a intrat în râul Ouse din apropierea casei sale, unde s-a înecat. Scena a devenit un laitmotiv al romanului Orele scris de Michael Cunningham, și a filmului realizat după roman. Trupul Virginiei Woolf a fost găsit abia pe 18 aprilie. Soțul ei a înmormântat rămășițele ei incinerate sub un copac în grădina din Monk's House, casa lor din Rodmell, Sussex.
În ultima ei scrisoare către soțul ei, scria:
„Simt cert că înnebunesc din nou. Simt că nu putem trece din nou prin încă o astfel de stare groaznică. Și de data aceasta nu mă pot însănătoși. Încep să aud voci și nu pot să mă concentrez. De aceea fac ce pare să fie cel mai bun lucru. Tu mi-ai oferit cea mai mare fericire care poate să existe. Nu cred că un cuplu ar fi putut să fie mai fericit până când a venit această boală teribilă. Nu mai pot lupta. Știu că îți stric viața, că fără mine vei putea lucra. Și tu o vei face, știu. Vezi, nici nu pot să scriu cum se cuvine. Nu pot citi. Tot ce vreau să spun e că îți datorez ție toată fericirea vieții mele. Ai fost foarte răbdător cu mine și incredibil de bun. Vreau să spun asta- toată lumea o știe. Dacă cineva ar fi putut să mă salveze, ai fi fost tu. Toate m-au părăsit cu excepția încrederii în bunătatea ta. Nu mai pot continua să-ți distrug viața. Nu cred că doi oameni ar fi putut să fie mai fericiți decât noi.”

## Opera

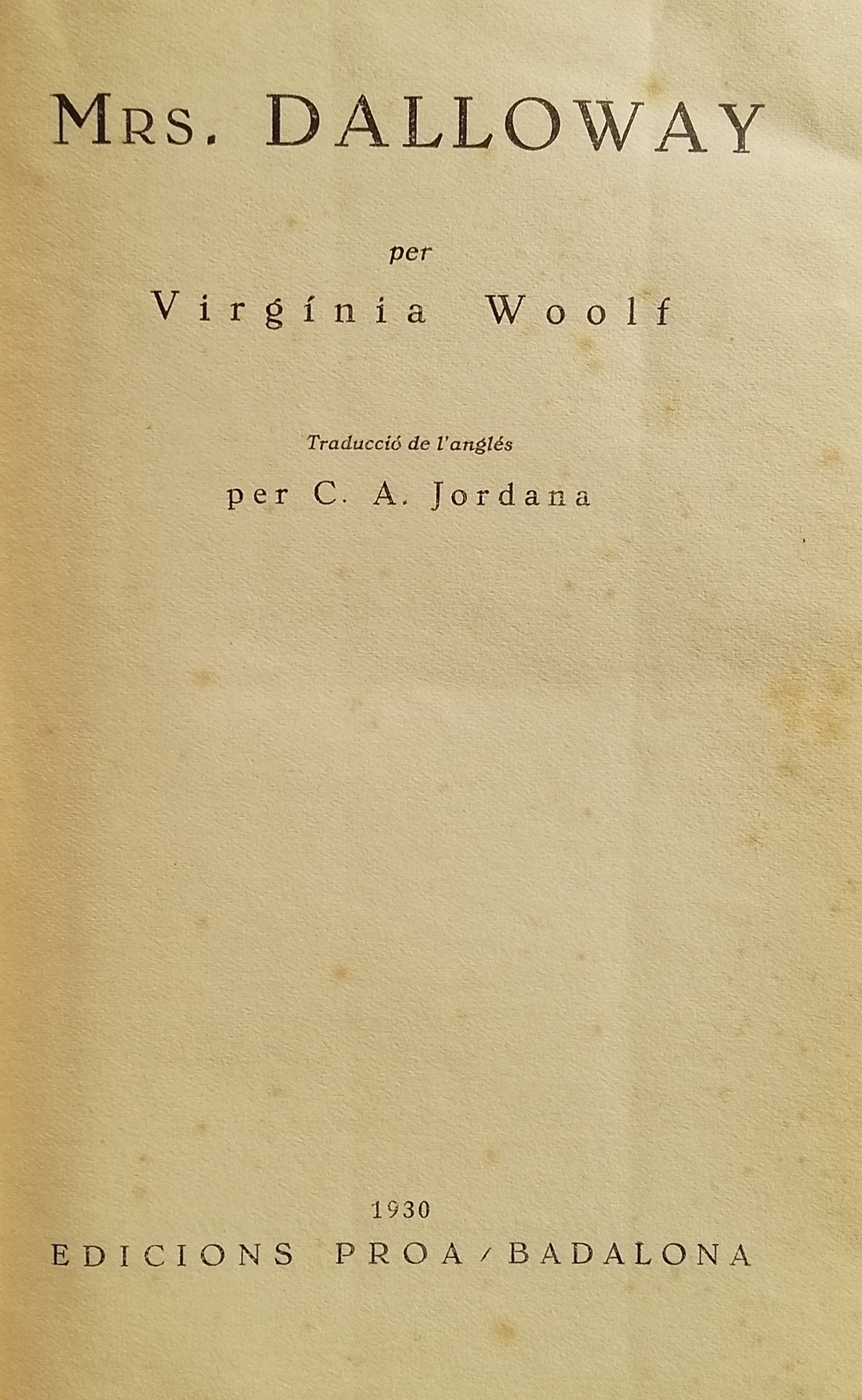
Ediție catalană din 1930 a romanului Doamna Dalloway

Virginia Woolf a început să scrie ca profesionist în 1905, inițial pentru Times Literary Supplement, cu un articol despre Haworth, casa familiei Brontë. Primul ei roman, The Voyage Out, a fost publicat în 1915 de către tipografia fratelui ei vitreg, Gerald Duckworth and Company Ltd. Acest roman a fost inițial numit Melymbrosia, dar Woolf a schimbat titlul în repetate rânduri. Versiunea anterioară a romanului a fost reconstruită de către Louise DeSalvo și acum este accesibilă publicului larg cu titlul plănuit. DeSalvo susține că multe din schimbările pe care Woolf le-a făcut în text se datorează schimbărilor din viața ei.
Woolf a continuat să publice romane și eseuri cu un caracter intelectual, bucurându-se de succes atât din partea criticilor cât și a publicului. Multe dintre operele ei au fost publicate pe bani proprii la Hogarth Press. Ea a fost considerată ca fiind una din cele mai mari romanciere a secolului al XX-lea și unul dintre cei mai însemnați moderniști.
Woolf este considerată drept una dintre cei mai mari inovatori ai limbii engleze. În operele sale, ea a experimentat atât cu fluxul conștiinței și cu motivele psihologice cât și cu cele emoționale ale personajelor. Reputația lui Woolf a decăzut brusc după cel de-al Doilea Război Mondial, însă poziția ei eminentă a fost restabilită odată cu valul de critică literară feministă din anii 1970.
Opera ei a fost criticată pentru că s-ar fi rezumat la lumea îngustă a intelectualității engleze. Unii critici o considerau lipsită de universalitate și profunzime, fără puterea să comunice lucruri de relevanță emoțională sau etică unui cititor obișnuit deziluzionat, obosit de estetismul anilor '20. Ea a mai fost criticată de unii ca fiind antisemită, în pofida faptului că era căsătorită cu un bărbat evreu. Acest antisemitism este luat din faptul că ea deseori scria despre personaje de naționalitate ebraică în arhetipuri stereotipice și generalizări. Copleșitorul antisemitism al anilor 1920 și 1930 a avut o influență inevitabilă asupra Virginiei Woolf. Ea scria in agenda sa: "nu-mi place vocea evreiască; nu-mi place râsul de evreu". Totuși într-o scrisoare din 1930 către compozitoarea Ethel Smyth, citată în biografia lui Nigel Nicolson, Virginia Woolf, ea își amintește de mândria pe care o simțea pentru că Leonard era evreu, confirmând pornirile ei de snob, "cât uram că mă căsătorisem cu un evreu- ce snoabă eram, deoarece ei au o imensă putere de viață". Într-o altă scrisoare către buna ei prietenă Ethel Smyth, Virginia dă dovadă de o critică usturătoare a creștinismului, indicând egoismul său fățarnic și afirmând "evreul meu are mai multă religie în unghia de la un deget de la picior- mai multă dragoste de oameni într-un fir de păr". Virginia și soțul ei Leonard Woolf de fapt urau și se temeau de fascismul anilor '30 cu antisemitismul său, știind că erau pe lista neagră a lui Hitler. Cartea ei din 1938 Three Guineas a fost o acuzare a fascismului.
Talentul de scriitoare a Virginiei Woolf a tins să umbrească puterea sa centrală: Woolf după cum se poate demonstra este cea mai lirică romancieră în limba engleză. Romanele ei sunt foarte experimentale: o narațiune, deseori lipsită de acțiune și destul de ordinară, este refractată -și uneori aproape dispersată -în conștiința receptivă a personajelor. Lirismul intens și desăvârșirea stilistică se contopesc pentru a crea un univers supraîncărcat de imagini auditive și vizuale. 
Intensitatea viziunii poetice a Virginiei Woolf elevează cotidianul, uneori banalul spațiu- deseori mediul de război - a celor mai multe romane ale sale. De exemplu, Doamna Dalloway (1925) se bazează pe eforturile Clarissei Dalloway, o doamnă din societatea înaltă între două vârste, să organizeze o petrecere, în momentul în care viața ei se compară cu cea a lui Septimus Warren Smith, un veteran din clasa muncitoare care revenise de la Primul Război Mondial, purtând răni psihologice adânci.
Spre far (1927) descrie două zile la distanță de zece ani. Subiectul are la bază anticiparea familiei Ramsay a unei excursii spre far și reflecția ulterioară despre aceasta, precum și tensiunile familiale adiacente. Una din temele principale ale romanului o constituie zbuciumul procesului creativ pe care pictorița Lily Briscoe îl suportă atunci când încearcă sa picteze în mijlocul dramei familiale. Romanul este de asemenea o meditație despre soarta oamenilor care alcătuiesc o națiune în mijlocul războiului, și despre cei care au pierdut pe cineva drag în război. De asemenea, romanul studiază trecerea timpului, și cum femeile sunt forțate de către societate să permită bărbaților să le consume echilibrul emoțional.
Orlando (1928) este de o altă calitate comparativ cu toate celelalte romane ale Virginiei Woolf, așa cum sugerează și subtitlul: "O biografie". El încearcă să zugrăvească caracterul unei persoane reale, și este dedicat lui Vita Sackville-West. El are menirea să o consoleze pe Vita, pentru faptul că s-a născut fată și pentru pierderea casei familiale, deși prezintă de asemenea o tratare satirică a vieții și a operei sale. În Orlando, mijloacele de exprimare ale biografilor istorici sunt ridiculizate; personajul unui biograf pompos este creat pentru a-l lua în râs.
Valurile (1931) este povestea unui grup de șase prieteni ale căror meditații, care corespund mai mult unor recitative decât monologuri interioare propriu-zise, creează o atmosfera ondulatorie care se aseamănă mai mult cu un poem în proză decât cu un roman scris în jurul unei intrigi.
Ultima ei lucrare, Between the Acts (1941) face o totalizare și amplifică preocupările majore ale lui Woolf: transformarea vieții prin artă, ambivalență sexuală și meditațiile la tema trecerii timpului și a vieții, prezentate simultan în degradare și reînnoire - toate plasate într-o narațiune puternic fantezistă și simbolică care cuprinde aproape întreaga istorie engleză. Această carte este cea mai lirică din toate operele ei, nu numai în plan sentimental, dar și în cel stilistic, fiind în cea mai mare parte scrisă în versuri.
Nefiind nici pe departe o simplă recapitulare a ideilor Cercului, opera lui Woolf poate fi înțeleasă ca purtând un dialog cu Bloomsbury, în special tendința ei (informată de G.E. Moore, printre altele) către un raționalism doctrinar.
Operele ei au fost traduse în mai mult de 50 de limbi, de scriitori de talia lui Jorge Luis Borges și Marguerite Yourcenar.

## Interpretări moderne

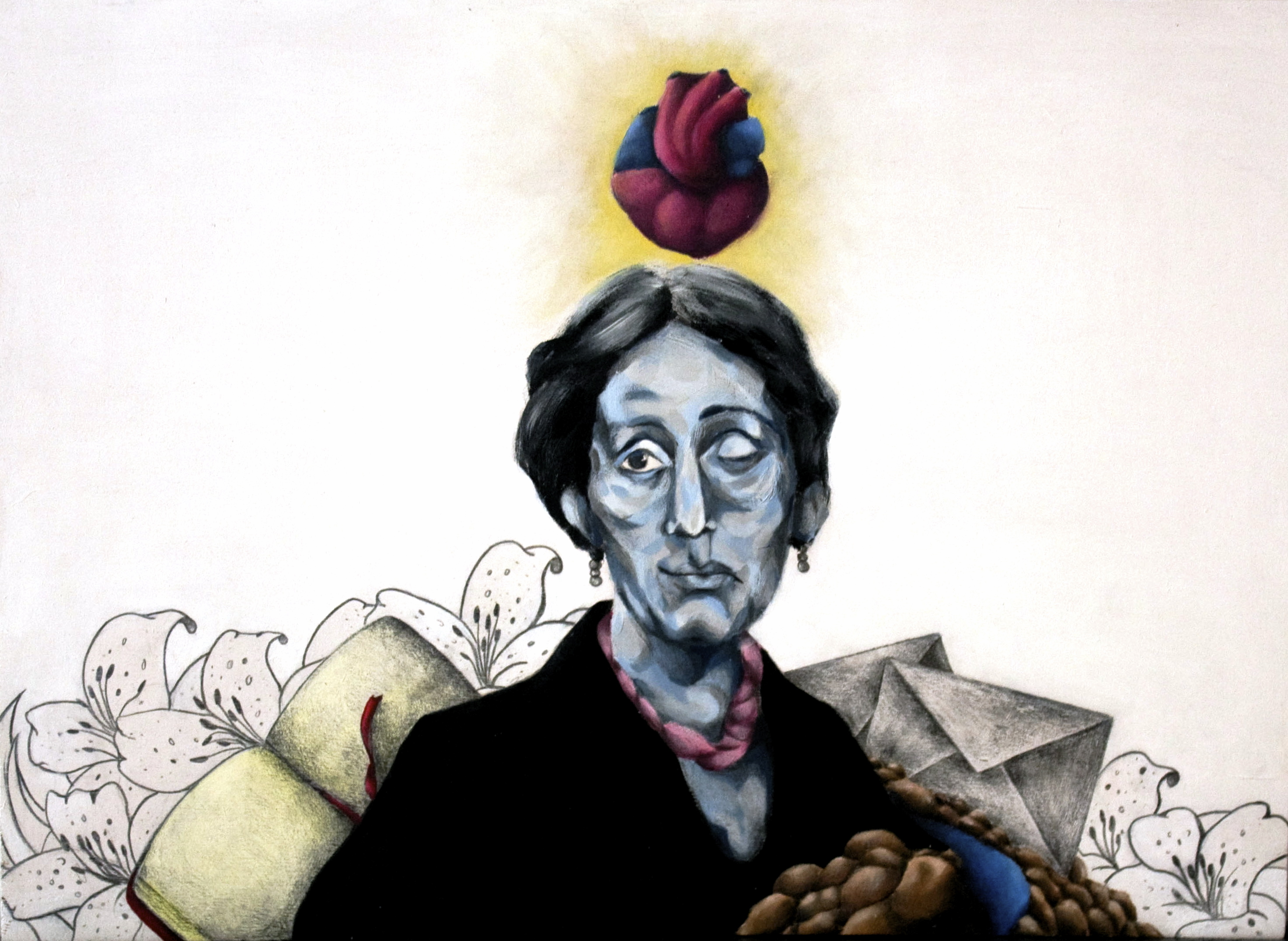
Lucrare omagială adusă Virginiei Woolf

În ultimul timp, studiile referitoare la Virginia Woolf s-au concentrat asupra temelor feministe și lesbiene în opera ei, ca de exemplu colecția de eseuri critice din 1997, Virginia Woolf: Lesbian Readings, editată de Eileen Barrett și Patricia Cramer. Mai mult ca atât, Louise A. DeSalvo vede cea mai mare parte a vieții și carierei lui Woolf prin prisma abuzului sexual incestuos, pe care Woolf l-a suferit când era o femeie tânără, în cartea sa din 1989 Virginia Woolf: The Impact of Childhood Sexual Abuse on her Life and Work („Virginia Woolf: Impactul abuzului sexual din copilărie asupra vieții și operei sale”).
Ficțiunea lui Woolf este de asemenea studiată pentru pătrunderea în șocul cauzat de explozie, război, clasă, și societatea britanică modernă. Operele ei documentare cele mai cunoscute, A Room of One's Own („O cameră separată”) (1929) și Three Guineas („Trei guinee”) (1938), cercetează dificultățile pe care scriitoarele și femeile intelectuale le întâlnesc din cauza bărbaților care stăpânesc în măsură inegală puterea legală și economică, și viitorul femeilor în educație și societate.
Cartea lui Irene Coates Who's Afraid of Leonard Woolf: A Case for the Sanity of Virginia Woolf susține că modul de a se comporta a lui Leonard Woolf cu soția sa a dus la agravarea sănătății acesteia și în final, el a fost responsabil de moartea ei. Poziția, care nu este acceptată de familia lui Leonard, este cercetată în profunzime și completează unele goluri privitor la tratarea tradițională a vieții Virginiei Woolf. În contrast, cartea lui Victoria Glendinning Leonard Woolf: A Biography, care este și mai mult studiată și sprijinită de scrieri contemporane, susține că Leonard Woolf nu numai că-și sprijinea foarte mult soția, dar a făcut-o să trăiască atât cât a putut, asigurându-i viața și atmosfera de care avea nevoie pentru a trăi și a scrie. Presupusul antisemitism al Virginiei Woolf nu numai că este scos din contextul istoric dar este și în mare măsură exagerat.